# 1. polská armáda
1. polská armáda (Pierwsza Armia Wojska Polskiego) byla polská vojenská jednotka vytvořená 29. července 1944 z jednotek polské armády v SSSR existující od 16. března 1944. Byla součástí 1. běloruského frontu. Velel jí generál Zygmunt Berling. Bojovala do roku 1945, kdy se zúčastnila berlínské operace.

## Složení
- 1. pěší divize (Tadeusze Kościuszka)
- 2. pěší divize (Jana Henryka Dąbrowskeho)
- 3. pěší divize (Romualda Traugutta)
- 4. pěší divize (Jana Kilińskeho)
- 6. pěší divize
- 1. obrněná brigáda (Hrdinů z Westerplatte)
- 1. jezdecká brigáda
- 5. brigáda těžkého dělostřelectva
- 1. minometná brigáda
- 1. stíhací pluk

## Bitvy 1. Polské armády
- Bitva o Kolobřeh 1945
- Bitva o Berlín 1945